# Phare de l'Espiguette
Le phare de l'Espiguette est une tour carrée de 27 mètres de haut, située dans le département du Gard et dans la région Occitanie.

## Géographie
Le phare est bâti sur la commune du Grau-du-Roi, dans le sud du Gard, en Petite Camargue gardoise et sur le littoral de la mer Méditerranée.
La pointe de l'Espiguette, sur laquelle est situé le phare, est gérée par le Conservatoire du littoral ; depuis le 10 décembre 1998, c'est un site naturel classé.

## Histoire
Le phare de l'Espiguette a été construit en 1869. Initialement, il se trouvait à 150 m du rivage.
De nos jours, il en est éloigné d'environ 700 m, à la suite de l'engraissement de la côte par le sable déposé par les courants.
Il a été bâti par Charles Dupuy, conseiller municipal d'Aigues-Mortes et conseiller de l'arrondissement de Nîmes pour le canton d'Aigues-Mortes. Il est enterré à Aigues-Mortes (inscription sur le tombeau). Il a été payé pour cet ouvrage 111 731,34 F selon le coût évalué par les ingénieurs. L’entrepreneur avançait de son côté un coût de 231 400,79 F soit plus du double initialement prévu. Après différents recours, le conseil d'État lui attribuera 3 285,90 F supplémentaires.
Le phare fait l’objet d’un classement au titre des monuments historiques depuis le 9 octobre 2012,.
Le 26 février 2019, il a été affecté au Conservatoire du littoral avec lequel la Commune du Grau du Roi et son Office du tourisme ont développé un projet d'ouverture au public permettant la restauration complète de l'édifice et l'aménagement d'un espace muséographique.
Après sa restauration complète, le phare est ouvert au public depuis le milieu de l'année 2023.

## Le phare dans les arts
En 2019, La Poste a émis un carnet de douze timbres à validité permanente intitulé « Repères de nos côtes » dans lequel figure le phare de l'Espiguette.